# Университет Пьера и Марии Кюри
Университет Пьера и Марии Кюри — Париж 6 (Université Pierre et Marie Curie или UPMC — Paris Universitas или Университет Париж 6) — французский университет, основной правонаследник факультета естественных наук Парижского университета. Университет Пьера и Марии Кюри в настоящее время является самым большим научно-медицинским комплексом во Франции. Он имеет 180 лабораторий, большинство из которых ассоциировано с CNRS. В 2010 году университет занял 39 место в академическом рейтинге университетов мира. Расположен в кампусе Жюссьё, около станции метрополитена «Жюссьё».

## История
История университета началась в 1901 году, когда был создан факультет естественных наук. Современный университет основан в 1971 году на базе факультета естественных наук. В 1974 году официально получил название «Университет Пьера и Мари Кюри». В 1990 году к университету присоединён Институт Анри Пуанкаре, в 2001 году — Институт астрофизики Парижа, в 2005 году созданы институт по обучению докторов наук и политехническая школа при университете.
В 1946 году было принято решение построить кампус в Париже на месте Парижского винного двора (фр. Les halles aux vins). Этот место было выбрано в том числе из-за того, что раньше там располагалось аббатство Святого Виктора, основанное Гильомом из Шампо и являвшееся в Средние века важным философским и учебным центром. В 1959 году прошло открытие кампуса, который получил название «Жюссьё» в честь французского ботаника Антуан Лоран де Жюссьё. Планировалось построить кампус в три этапа для 20 000 студентов, но в начале 1970-х реальное количество студентов превысило изначальные планы на 10 000 человек и было решено не проводить третий этап.

## Структура

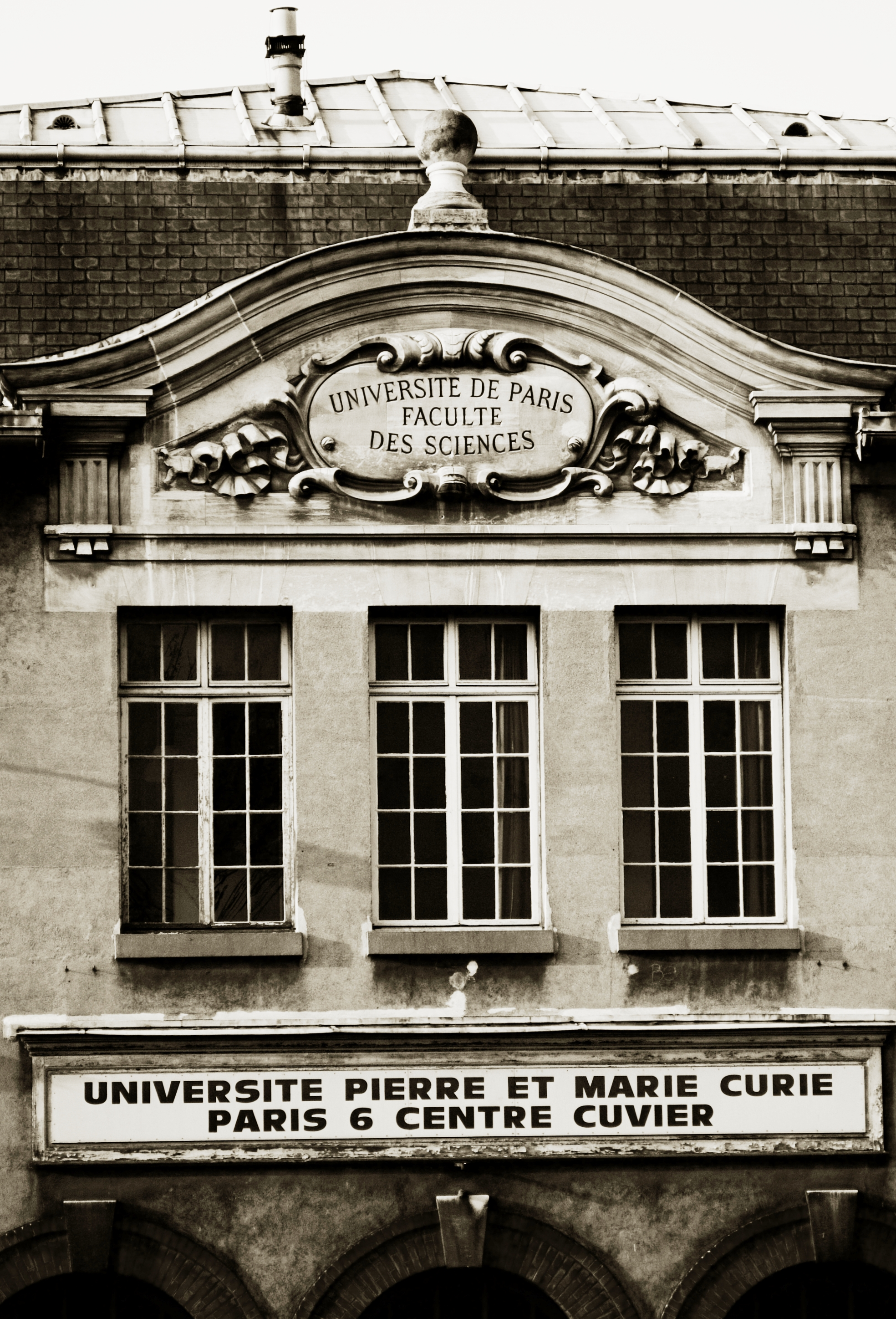
Исторический фронтон университета

В состав университета входят 7 факультетов и 5 институтов.

### Факультеты
- Факультет медицины имени Пьера и Мари Кюри
- Факультет химии
- Факультет физики
- Факультет инженерии
- Факультет математики
- Факультет биологии
- Факультет окружающей среды, биоразнообразия и земли

### Институты
- Институт астрофизики Парижа
- Институт имени Анри Пуанкаре
- Институт по подготовке докторов наук
- Политехнический институт при университете
- Институт статистики университета Парижа

## Докторантура и исследования
Университет является одним из передовых мест научных исследований насчитывая 120 различных лабораторий и 20 докторских школ.

### Докторские школы
Докторские школы организованы вокруг четырёх полюсов исследований: моделирование и инженерия; энергия, материя и вселенная; окружающая среда и жизнь на земле; жизнь и здоровье.
| № ED1 | Докторская школа                                              | Оригинальное название                                    | Полюс исследований                | Сайт докторской школы |
| ----- | ------------------------------------------------------------- | -------------------------------------------------------- | --------------------------------- | --------------------- |
| 130   | Информатика, телекоммуникации и электроника                   | Informatique, télécommunication et électronique (EDITE)  | моделирование и инженерия         | сайт                  |
| 386   | Математика Париж — Центр                                      | Sciences Mathématiques de Paris Centre                   | моделирование и инженерия         | сайт                  |
| 390   | Химические и высокие технологии                               | Génie des procédés et hautes technologies                | моделирование и инженерия         | сайт                  |
| 391   | Механика, акустика и электроника Париж                        | Sciences mécaniques, acoustique et électronique de Paris | моделирование и инженерия         | сайт                  |
| 107   | Физика — парижский регион                                     | Physique de la région parisienne                         | энергия, материя и вселенная      | сайт                  |
| 127   | Астрономия и астрофизика Иль-де-Франс                         | Astronomie et astrophysique d’Ile-de-France              | энергия, материя и вселенная      | сайт                  |
| 517   | Элементарные частицы, ядро и космос                           | Particules, Noyaux et Cosmos                             | энергия, материя и вселенная      | сайт                  |
| 388   | Физическая и аналитическая химия Париж — Центр                | Chimie physique et chimie analytique de Paris-Centre     | энергия, материя и вселенная      | сайт                  |
| 389   | Физика — от элементарных частиц к конденсированному состоянию | La physique, de la particule à la matière condensée      | энергия, материя и вселенная      | сайт                  |
| 397   | Физика и химия материалов                                     | Physique et chimie des matériaux                         | энергия, материя и вселенная      | сайт                  |
| 406   | Молекулярная химия Париж — Центр                              | Chimie moléculaire de Paris-Centre                       | энергия, материя и вселенная      | сайт                  |
| 129   | Наука об окружающей среде (Иль-де-Франс)                      | Sciences de l’environnement d’Ile-de-France              | окружающая среда и жизнь на земле | сайт                  |
| 392   | Биоразнообразие                                               | Diversité du vivant                                      | окружающая среда и жизнь на земле | сайт                  |
| 398   | Наука о земле и природные ресурсы                             | Géosciences et ressources naturelles                     | окружающая среда и жизнь на земле | сайт                  |
| 158   | Мозг, когнитивность и поведение                               | Cerveau, cognition et comportement                       | жизнь и здоровье                  | сайт                  |
| 387   | iViv — междисциплинарная школа биологии                       | iViv — interdisciplinaire pour le Vivant                 | жизнь и здоровье                  | сайт                  |
| 393   | Докторская школа публичного здоровья имени Пьера Луи          | Ecole doctorale Pierre Louis de santé publique           | жизнь и здоровье                  | сайт                  |
| 394   | Физиология и патофизиология                                   | Physiologie et physiopathologie                          | жизнь и здоровье                  | сайт                  |
| 515   | Живое многообразие                                            | Complexité du vivant                                     | жизнь и здоровье                  | сайт                  |
| 223   | Логика живого                                                 | Logique du vivant                                        | жизнь и здоровье                  | нету                  |

1 ED — докторская школа

### Лаборатории
Лаборатории как и докторские школы организованы вокруг четырёх полюсов исследований: моделирование и инженерия; энергия, материя и вселенная; окружающая среда и жизнь на земле; жизнь и здоровье.
| Название лаборатории                                                                                 | Полюс исследований                | № ED1                   |
| --- | --------------------------------- | ----------------------- |
| Комбинаторика и оптимизация                                                                          | моделирование и инженерия         | 386                     |
| Автоматические жидкости и тепловые системы*                                                          | моделирование и инженерия         | 107, 389, 391           |
| Функциональная визуализация*2                                                                        | моделирование и инженерия         | 130, 393, 422           |
| Математический институт Жюссьё                                                                       | моделирование и инженерия         | 386                     |
| Разумные системы и роботехника                                                                       | моделирование и инженерия         | 130, 391                |
| Институт имени Жана Лерона Д’Аламебра                                                                | моделирование и инженерия         | 391                     |
| Институт Ланжевена «волны и изображения»                                                             | моделирование и инженерия         | -                       |
| Электрическая инженерия                                                                              | моделирование и инженерия         | 391                     |
| Механика и технология                                                                                | моделирование и инженерия         | 391                     |
| Физика и механика гетерогенной среды                                                                 | моделирование и инженерия         | -                       |
| Теория вероятности и алеаторные модели                                                               | моделирование и инженерия         | 386                     |
| Теоретическая и прикладная статистика                                                                | моделирование и инженерия         | 386                     |
| Электроника и электродинамика                                                                        | моделирование и инженерия         | 130, 391                |
| Параметрические изображения                                                                          | моделирование и инженерия         | 391, 393, 404           |
| Информатика                                                                                          | моделирование и инженерия         | 130                     |
| Информатика для механики и инженерии                                                                 | моделирование и инженерия         | 391, 404, 422           |
| Лаборатория имени Жака-Луи Лиона                                                                     | моделирование и инженерия         | 386                     |
| Математическая и информатическая разработка сложных систем                                           | моделирование и инженерия         | -                       |
| Наука и технология музыки и звука                                                                    | моделирование и инженерия         | -                       |
| Химия конденсированного состояния (Париж)                                                            | энергия, материя и вселенная      | 387, 397                |
| Химия полимеров                                                                                      | энергия, материя и вселенная      | 397                     |
| Парижский институт астрофизики                                                                       | энергия, материя и вселенная      | 127                     |
| Институт небесной механики и астрономических вычислений                                              | энергия, материя и вселенная      | -                       |
| Институт минералогии и физики сжатой среды*                                                          | энергия, материя и вселенная      | 107, 109, 387, 397      |
| Институт нанонаук                                                                                    | энергия, материя и вселенная      | 107, 389, 391, 397      |
| Парижский институт молекулярной физики                                                               | энергия, материя и вселенная      | 406                     |
| Биомолекулярная лаборатория                                                                          | энергия, материя и вселенная      | 387, 406                |
| Лаборатория имени Шарль Фридель                                                                      | энергия, материя и вселенная      | -                       |
| Теоретическая химия                                                                                  | энергия, материя и вселенная      | 388                     |
| Химия и физика: материя и радиация                                                                   | энергия, материя и вселенная      | 388, 389                |
| Динамика взаимодействий и реактивность*                                                              | энергия, материя и вселенная      | 388, 397                |
| Физика плазмы                                                                                        | энергия, материя и вселенная      | 127, 288, 389, 447      |
| Молекулярная физика: атмосфера и астрофизика                                                         | энергия, материя и вселенная      | 389                     |
| Ядерная физика и физика высоких энергий                                                              | энергия, материя и вселенная      | 107, 127, 389, 517      |
| Статистика в физике (Высшая нормальная школа)                                                        | энергия, материя и вселенная      | 107, 389                |
| Теоретическая физика (Высшая нормальная школа)                                                       | энергия, материя и вселенная      | 107                     |
| Теоретическая физика конденсированного состояния                                                     | энергия, материя и вселенная      | 107, 389                |
| Теоретическая физика и физика высоких энергий                                                        | энергия, материя и вселенная      | 107, 381, 389           |
| Реактивность поверхностей*                                                                           | энергия, материя и вселенная      | 390, 397                |
| Междускропические* и нанометрические материалы                                                       | энергия, материя и вселенная      | 388                     |
| Изучение радиации и материй в астрофизике                                                            | энергия, материя и вселенная      | 127, 288, 389, 417      |
| Разработка космических исследований и аппаратуры                                                     | энергия, материя и вселенная      | -                       |
| Инженерия процессов в плазме и обработка поверхностей                                                | энергия, материя и вселенная      | 390                     |
| Электрохимические системы и интерфейсы                                                               | энергия, материя и вселенная      | 388, 390                |
| Лаборатория имени Жан-Батист Перрен                                                                  | энергия, материя и вселенная      | -                       |
| Лаборатория имени Кастлера-Бросселя                                                                  | энергия, материя и вселенная      | 107, 288, 389           |
| Физика и исследования материалов                                                                     | энергия, материя и вселенная      | 107, 387, 389, 391, 397 |
| Лаборатория имени Пьера Эгрена                                                                       | энергия, материя и вселенная      | 107, 387, 389, 397      |
| Лаборатория для использования интенсивных лазеров                                                    | энергия, материя и вселенная      | 389, 447                |
| Междисциплинарная лаборатория Кюри (Физика-Химия)                                                    | энергия, материя и вселенная      | 107, 223, 387, 388, 389 |
| Физикохимия электролитов, коллоидных систем и аналитические науки                                    | энергия, материя и вселенная      | -                       |
| Процесс выборочной активации с помощью перемещения едино-электрической и радиоактивной энергии*      | энергия, материя и вселенная      | -                       |
| Референционная система: время и пространство                                                         | энергия, материя и вселенная      | 107, 127, 254, 288      |
| Наука и инженерия мягких веществ                                                                     | энергия, материя и вселенная      | -                       |
| Адаптация и разнообразие в морской среде                                                             | окружающая среда и жизнь на земле | 129, 156, 387, 392      |
| Биогеохимия и экология континентальной среды                                                         | окружающая среда и жизнь на земле | 129, 392                |
| Биология акватических систем и организмов                                                            | окружающая среда и жизнь на земле | -                       |
| Биология развития                                                                                    | окружающая среда и жизнь на земле | 85, 223, 392            |
| Интерактивная биология морских организмов*                                                           | окружающая среда и жизнь на земле | 392, 394                |
| Центр изучения палеоразнообразия и палеоокружения*                                                   | окружающая среда и жизнь на земле | 227                     |
| Сохранение, восстановление и наблюдение за биологическими видами                                     | окружающая среда и жизнь на земле | 227, 392, 474           |
| Экология и эволюция                                                                                  | окружающая среда и жизнь на земле | -                       |
| Геолазурь (исследования литосферы)                                                                   | окружающая среда и жизнь на земле | 364                     |
| Парижский институт физики земли                                                                      | окружающая среда и жизнь на земле | -                       |
| Институт минералогии и физика сжатой среды                                                           | окружающая среда и жизнь на земле | -                       |
| Парижский институт наук о Земле                                                                      | окружающая среда и жизнь на земле | 938                     |
| Атмосфера, среда и космические наблюдения                                                            | окружающая среда и жизнь на земле | 127, 129                |
| Экогеохимия бентической окружающей среды                                                             | окружающая среда и жизнь на земле | -                       |
| Динамическая метеорология                                                                            | окружающая среда и жизнь на земле | 129, 447                |
| Микробная океанография                                                                               | окружающая среда и жизнь на земле | 129, 392, 515           |
| Океанография (Вильфранш-сюр-Мер)                                                                     | окружающая среда и жизнь на земле | 129                     |
| Океанография и климат: эксперименты и цифровой подход                                                | окружающая среда и жизнь на земле | -                       |
| Море и здоровье                                                                                      | окружающая среда и жизнь на земле | 515                     |
| Сигнализация, коммуникация и физиология насекомых                                                    | окружающая среда и жизнь на земле | 158, 392, 394, 435, 474 |
| Структура и функционирование водных континентальных систем                                           | окружающая среда и жизнь на земле | 398                     |
| Систематизация, адаптация и эволюция                                                                 | окружающая среда и жизнь на земле | 223, 227, 392           |
| Морские растения и биомолекулы*                                                                      | окружающая среда и жизнь на земле | 387, 392                |
| Эмбриональный и патологический ангиогенез                                                            | жизнь и здоровье                  | -                       |
| Биогенез пептических сигналов*                                                                       | жизнь и здоровье                  | 223, 387                |
| Биология развития                                                                                    | жизнь и здоровье                  | 223                     |
| Молекулярная и клеточная биология эукариотов                                                         | жизнь и здоровье                  | -                       |
| Биология и физиология нейронодыхательных и сердечно-лёгочных взаимодействий                          | жизнь и здоровье                  | 394                     |
| Исследовательский центр Святого Антуана                                                              | жизнь и здоровье                  | 223, 394                |
| Центр молекулярной генетики                                                                          | жизнь и здоровье                  | 215, 223, 423, 425, 426 |
| Центр психиатрии и нейробиологии                                                                     | жизнь и здоровье                  | -                       |
| Исследовательский центр Кордильеров                                                                  | жизнь и здоровье                  | -                       |
| Деление и динамика клеток*                                                                           | жизнь и здоровье                  | 157, 223, 418, 426      |
| Институт головного и спинного мозга                                                                  | жизнь и здоровье                  | -                       |
| Динамика генетической информации: фундаментальная база и рак                                         | жизнь и здоровье                  | 223, 418                |
| Динамика, эпидемиология и лечение вирусных инфекций                                                  | жизнь и здоровье                  | 215                     |
| Динамика и патофизиология нейронной сети                                                             | жизнь и здоровье                  | 158                     |
| Атомная и приспособленческая динамика генома*                                                        | жизнь и здоровье                  | -                       |
| Дислипидемия, воспаление и атеросклероз метаболических болезней*                                     | жизнь и здоровье                  | 394                     |
| Эпидемиология, лечебные стратегии и клиническая вирусология вируса иммунодефицита человека           | жизнь и здоровье                  | 393                     |
| Эпидемиология, система информации и моделирование                                                    | жизнь и здоровье                  | 393                     |
| Генетика развития и рака                                                                             | жизнь и здоровье                  | -                       |
| Генетика и физиология слуха                                                                          | жизнь и здоровье                  | 158, 223                |
| Молекулярная генетика дрожжей                                                                        | жизнь и здоровье                  | 215                     |
| Генетика, фармакология и патофизиология сердечно-сосудистых заболеваний                              | жизнь и здоровье                  | 394                     |
| Эпидемиологическая и молекулярная геномика сердечно-сосудистых патологий                             | жизнь и здоровье                  | 394, 420                |
| Геномика микроорганизмов                                                                             | жизнь и здоровье                  | 130, 515                |
| Миология                                                                                             | жизнь и здоровье                  | 215, 223                |
| Иммунитет и инфекция                                                                                 | жизнь и здоровье                  | 394, 515                |
| Иммунология, иммунопатология и иммунотерапия                                                         | жизнь и здоровье                  | 157, 273, 394           |
| Микробактериальные инфекции и антибиотики: молекулярный, терапевтический и эпидемиологический аспект | жизнь и здоровье                  | 393, 425, 515           |
| Институт улицы Fer à Moulin                                                                          | жизнь и здоровье                  | 107, 158, 223, 394      |
| Институт зрения                                                                                      | жизнь и здоровье                  | 158, 387, 394           |
| Клеточные опухолевые взаимодействия: среда обитания и реакция на анти-раковые агенты*                | жизнь и здоровье                  | 1                       |
| Взаимодействие патогенных растений                                                                   | жизнь и здоровье                  | 145                     |
| Нуклеиновые кислоты и биофотония*                                                                    | жизнь и здоровье                  | 387, 474                |
| Микроорганизмы и патофизиология кишечника                                                            | жизнь и здоровье                  | -                       |
| Моделирование в клинических исследованиях                                                            | жизнь и здоровье                  | -                       |
| Нейробиология адаптативных процессов                                                                 | жизнь и здоровье                  | 358                     |
| Нейроэпидемиология                                                                                   | жизнь и здоровье                  | 393                     |
| Центральный нейропептид, сердечно-сосудистое и водное регулирование                                  | жизнь и здоровье                  | -                       |
| Клеточная и молекулярная физиология растений                                                         | жизнь и здоровье                  | 223                     |
| Физиология и патофизиология моторики человека                                                        | жизнь и здоровье                  | 158                     |
| Мембранная и молекулярная физиология хлоропласта                                                     | жизнь и здоровье                  | 223                     |
| Патофизиология заболеваний центральной нервной системы                                               | жизнь и здоровье                  | 158, 436                |
| Патофизиология генетических детских заболеваний                                                      | жизнь и здоровье                  | -                       |
| Эпидемиологические исследования перинатального здоровья и здоровья женщин и детей                    | жизнь и здоровье                  | 393, 420                |
| Переделка и исправления носовых тканей                                                               | жизнь и здоровье                  | 394                     |
| Человеческое размножение: генетика и терапия                                                         | жизнь и здоровье                  | -                       |
| Терапия заболеваний скелетно-мышечных тканей                                                         | жизнь и здоровье                  | 158, 215, 223, 273, 394 |
| Старение, стресс и воспаление                                                                        | жизнь и здоровье                  | 223, 394                |

- 1 ED — докторская школа. Не все докторские школы из этого списка относятся к университету Пьера и Мари Кюри.
- 2 Знаком * обозначены названия лабораторий, перевод которых нуждается в проверке специалистов данной науки.

## Университет в цифрах
В 2009—2010 году в университете обучалось 29 570 студентов, 6 320 из которых иностранцы. Из общего числа студентов 33 % приходится на факультет медицины; по 8 % на факультетах химии, физики и инженерии; 17 % на факультете математики; 2 % на факультете окружающей среды, биоразнообразия и земли и 24 % на факультете биологии.